# Vahram Kevorkian
Vahram Kevorkian (ur. 17 grudnia 1887 w Erywaniu – zm. 17 lipca 1911 w Antwerpii) – belgijski piłkarz pochodzenia ormiańskiego grający na pozycji napastnika. Był reprezentantem Belgii.

## Kariera klubowa
Kevorkian pochodził z zamożnej rodziny pochodzącej z Armenii. W 1902 po studiach w Bostonie przeniósł się do Belgii. Tam rozpoczął karierę piłkarską w klubie CS Brugeois, w którym w sezonie 1903/1904 zadebiutował w pierwszej lidze belgijskiej i grał w nim do końca sezonu 1904/1905. W latach 1905–1911 występował w Beerschot VAC. W sezonie 1908/1909 został królem strzelców ligi z 30 strzelonymi golami.
Zmarł w 1911 roku w wyniku powikłań po zapaleniu wyrostka robaczkowego.

## Kariera reprezentacyjna
W reprezentacji Belgii Kevorkian zadebiutował 26 października 1908 w wygranym 2:1 towarzyskim meczu ze Szwecją, rozegranym w Uccle i w debiucie zdobył gola. Był to jego jedyny mecz w kadrze narodowej.